# Petr Kment
Petr Kment (Praga, 20 agosto 1942 – 22 agosto 2013) è stato un lottatore cecoslovacco, dal 1993 ceco, specializzato nella lotta greco-romana.

## Palmarès

### Olimpiadi
- 1 medaglia:
  - 1 bronzo (Città del Messico 1968 nei pesi massimi)